# José Francisco Ferrer de Llupiá
José Francisco de Ferrer-Llupiá-Vila de Savassona y de Ibáñez-Cuevas (Vich, Barcelona, España; 4 de octubre de 1764 — ibíd.; 16 de julio de 1826) fue noble español, II barón de Savassona y señor de Esparreguera, de Olost, de Cererols y de Sau. Fue miembro de la Junta Suprema Central que gobernó España durante la guerra de la Independencia.

## Biografía

### Juventud
Nació en la casa familiar, la desaparecida Casa Ferreres de Vich, junto a la plaza Mercadal. Era hijo de Antoni Ferrer de Llupià, I barón de Savassona —obtuvo el reconocimiento  de Carlos III como Título del Reino en 1784— y de su segunda esposa, María Antonia Ibánez, hija de los barones de Eroles. Estudió en la Real Academia Militar de Matemáticas. Fue un noble ilustrado, académico honorario de la Real Academia de Bellas Artes de San Fernando. Fue vocal, en la categoría de caballero hacendado, de la Real Junta Particular de Comercio de Barcelona y, desde esta posición, fue inspector de las obras de la Casa de la Lonja. En ella impulsó una notable actividad cultural, con la creación y dirección de escuelas técnicas (Náutica, Dibujo y Bellas Artes, etc.) que suplían la ausencia de universidad en Barcelona.
Tras la muerte de su padre en 1787, se encargó de completar las obras de construcción de la residencia familiar en Barcelona, hoy conocido como Palacio Savassona, en la calle Canuda de la ciudad condal. En 1794 fue designado por el Conde de la Unión, Capitán General de Cataluña, para reorganizar el somatén del corregimiento de Vich.

### Guerra de la Independencia
El barón de Savassona tuvo un papel destacado en la lucha antifrancesa en la Guerra de la Independencia. Con la ocupación napoleónica de Cataluña perdió gran parte de sus posesiones: el palacio de Barcelona fue expropiado, la casa de Vich fue expoliada y el castillo de Savassona fue incendiado. En 1808 fue nombrado diputado de la Junta Suprema de Cataluña y posteriormente, ese mismo año, vocal de la Junta Suprema Central y Gubernativa del Reino en representación del Principado. En 1809 fue designado comisario de la Junta Central para el Reino de Valencia. Durante esta etapa su estado de salud empezó a deteriorarse y solicitó la exoneración, petición que fue rechazada. Se mantuvo en la Junta hasta su disolución, en enero de 1810, cuando regresó a Cataluña.
La labor de la Junta, y de José Francisco Ferrer de Llupiá en particular, fue muy discutida; según el historiador Maties Ramisa:

La actuación de Barón de Savassona fue francamente mediocre [...] Enviado como comisario a Valencia, fue expulsado de allí por las élites locales, y acabó pronto su carrera política a causa de su falta de aptitud para lo cargos y en general para las relaciones humanas.

### Últimos años
Finalizada la guerra inició un largo proceso para recuperar y restaurar su patrimonio, aunque poco después sufrió un nuevo revés, ya que durante el Trienio Liberal su título y sus privilegios jurisdiccionales fueron anulados, y sus bienes expropiados y subastados. Falleció pocos años después, en 1826, en su casa de Vich, según la información conservada en el Archivo Nacional de Cataluña: "de resultas de una enfermedad mental que empezó a conocérsele en la vigilia de san Pedro y acabó con su vida al cabo de pocos días".

### Vida familiar
En 1804 se casó con Maria Ramona Desvalls y de Rubió, hija de Juan Antonio Desvalls, marqués de Lupiá de Poal y de Alfarrás. El matrimonio no tuvo descendencia.